# Parque nacional de Aso Kujū
El parque nacional Aso Kujū (阿蘇くじゅう国立公園, Aso Kujū Kokuritsu Kōen) es un parque nacional en las prefecturas de Kumamoto y Ōita, Japón. El parque debe su nombre al monte Aso, el mayor volcán activo de Japón, y a las montañas Kujū.

## Historia
Creado como parque nacional de Aso en 1934, en 1986, tras su ampliación, pasó a llamarse parque nacional de Aso Kujū.

## Municipios relacionados
Kumamoto: Aso, Kikuchi, Minamiaso, Minamioguni, Oguni, Ōzu, Takamori, Ubuyama.
   Ōita: Beppu, Kokonoe, Kusu, Taketa, Yufu.